# Hypocnemoides melanopogon
A Hypocnemoides melanopogon a madarak (Aves) osztályának verébalakúak (Passeriformes) rendjébe és a fazekasmadár-félék (Furnariidae) családjába tartozó faj.

## Rendszerezése
A fajt Philip Lutley Sclater angol ornitológus írta le 1857-ben, a Hypocnemis nembe Hypocnemis melanopogon néven.

## Alfajai
- Hypocnemoides melanopogon melanopogon (P. L. Sclater, 1857)
- Hypocnemoides melanopogon minor Gyldenstolpe, 1941
- Hypocnemoides melanopogon occidentalis Zimmer, 1932[2]

## Előfordulása
Dél-Amerika északi részén, Brazília, Ecuador, Francia Guyana, Guyana, Kolumbia, Peru, Suriname és Venezuela területén honos. 
Természetes élőhelyei a szubtrópusi és trópusi síkvidéki esőerdők, mocsári erdők és szavannák, folyók és patakok közelében. Állandó nem vonuló faj.

## Megjelenése
Testhossza 11–12 centiméter, testtömege 12–16 gramm.

## Életmódja
Rovarokkal és pókokkal táplálkozik.

## Természetvédelmi helyzete
Az elterjedési területe rendkívül nagy, egyedszáma pedig stabil. A Természetvédelmi Világszövetség Vörös listáján nem veszélyeztetett fajként szerepel.